# شريف فاجاردو
شريف فاجاردو (بالإنجليزية: Sharif Fajardo) مواليد 9 يونيو 1976 في نيويورك، هو لاعب كرة سلة من بورتوريكو بدأ مسيرته الاحترافية في سنة 1999. شارك في مسابقة كرة السلة في الألعاب الأولمبية الصيفية. لعب في الرابطة الوطنية لرياضة الجامعات ودوري بورتوريكو لكرة السلة.

## روابط خارجية
- شريف فاجاردو على موقع كلية كرة السلة في سبورتس رفرنس.كوم (الإنجليزية)
- شريف فاجاردو على موقع ريلجم (الإنجليزية)
- شريف فاجاردو على موقع بروبوليرز (الإنجليزية)
- شريف فاجاردو على موقع سبورتس رفرنس (الإنجليزية)
- شريف فاجاردو على موقع أوليمبيديا (الإنجليزية)